# 야마가와정
야마가와정(일본어: 山川町)은 일본 가고시마현 사쓰마 반도 남부에 있던 정으로, 이부스키군에 속했다. 

## 지리
가고시마현, 사쓰마 반도의 최남단에 위치한다. 마을 지역은 기리시마 화산맥에 포함되어 있어 온천과 화산호수 등 화산성 지형이다.
후쿠모토 지구, 나루카와 지구가 중심 시가지이며, 그 외에는 농촌 지역이 많다.

## 역사
에도 시대에는 시마즈 가문의 직할 지역이었다.
- 1889년 4월 1일 - 정촌제 시행에 수반해 이부스키군 야마가와촌이 성립하였다.
- 1930년 1월 1일 - 정으로 승격해 야마가와정이 되었다.
- 2006년 1월 1일 - 이부스키시, 가이몬정과 합병해, 이부스키시가 성립하였다. 동일 야마가와정은 폐지되었다.

## 교통

### 철도
- 규슈 여객철도 이부스키마쿠라자키 선

### 도로
- 국도 제226호선
- 국도 제269호선
- 국도 제448호선

## 참고 문헌
- 角川日本地名大辞典編纂委員会,『角川日本地名大辞典 鹿児島県』1983, 角川書店